# 異波塞東龍屬
異波塞東龍屬（意為「奇特的波塞東龍」）是種蜥腳下目恐龍，生存於白堊紀早期的英格蘭，約1.4億年前。目前只發現一節部分脊椎，但具有不同於其他蜥腳類的奇異特徵。這個化石早在1890年代就已挖出，但直到2007年，才由普茲茅斯大學的學生Mike Taylor與德恩·奈許（Darren Naish）正式命名。

## 敘述

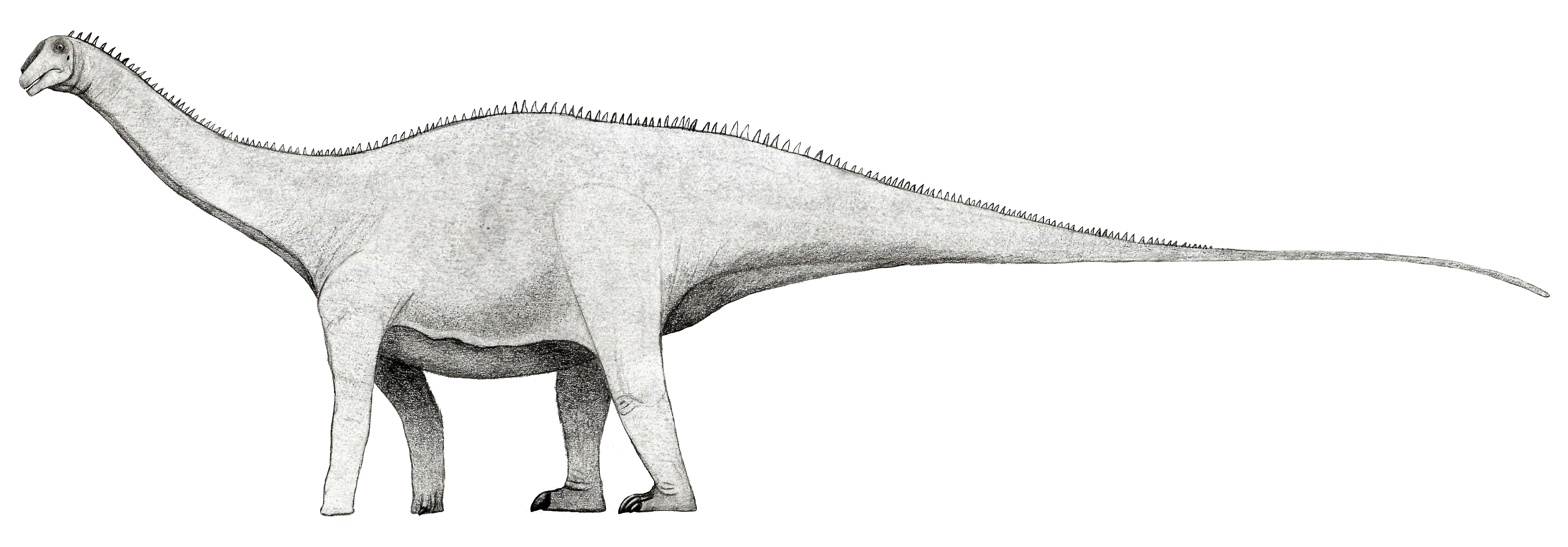
以雷巴齊斯龍類形態繪製的異波塞東龍想像圖

異波塞東龍的正模標本（編號BMNH R2095）是一節背椎後段的脊椎。這個部分脊椎缺乏椎體前段、神經弓上部。椎體估計有20公分長，高度有30公分。椎體後段的直徑平均為16.5公分，上有凹處。這個凹處很深，可能其後脊椎具有凸面，兩者契合成關節。
這個脊椎具有數個衍徵。神經弓的基部長於椎體的長度，範圍甚至涵蓋到椎體後側面。神經弓往前方傾斜35°。椎孔大，前面呈淚珠狀，後面的開孔則小、呈圓形。從這些特徵判斷，異波塞東龍具有外型奇特的神經弓。

## 分類
異波塞東龍的脊椎，在比例與特徵上與其他蜥腳類恐龍不同。Taylor與奈許作了系統發生學研究，他們發現異波塞東龍屬於新蜥腳類，但不屬於任何現有支系，例如梁龍超科、圓頂龍科、腕龍科、以及泰坦巨龍類。異波塞東龍可能是上述某支系的衍化物種，或者代表者一個新的支系。研究人員因此將異波塞東龍列為新蜥腳類的位置未定屬。

## 發現與歷史
在1890年代早期，化石收集者Phillip James Rufford在英格蘭東薩塞克斯黑斯廷斯附近的Hastings Bed Group岩層，發現這節脊椎。這個岩層的年代為白堊紀的貝利阿斯階與凡藍今階。這節脊椎的年代可能來自於貝利阿斯階，但準確的位置與地層可能已經遺失。
在1893年，英國自然學家理查德·萊德克（Richard Lydekker）對這節背椎（編號BMNH R2095）作了簡略的描述。萊德克認為這個化石可能屬於短體鯨龍（C. brevis）。這個化石很多年來都沒受到注意，存放在倫敦自然歷史博物館的架子上，達113年之久。在2007年，蜥腳類脊椎專家Mike Taylor，意外發現這個脊椎，並與德恩·奈許展開正式的研究。
異波塞東龍的首次公佈，是在2007年11月15日於英國古生物學會上。目前只有唯一種，前傾異波塞東龍（Xenoposeidon proneneukos）。種名意為「向前傾斜」，意指其向前傾斜的神經弓。研究人員是根據此一特徵，以及其他明顯特徵，而將這節脊椎建立新屬。

## 古生物學
異波塞東龍是種大型、四足、植食性恐龍。根據脊椎推算，如果異波塞東龍是腕龍的近親，身長約15公尺，重量接近7.6公噸；如果牠們是梁龍的近親，身長則可達20公尺，重量約2.8公噸。

## 外部連結
- 一個在113年前發現於黑斯廷斯的化石，被發現是新種的恐龍 (附脊椎照片、異波塞東龍與腕龍的體型比較圖) （页面存档备份，存于） BBC News.
- Mike Taylor的異波塞東龍簡介 (附脊椎照片、重建圖、於身體的相對位置) （页面存档备份，存于）
- 異波塞東龍的簡介(附脊椎照片) （页面存档备份，存于）
- 脊椎的各側面照片 （页面存档备份，存于）